# PESTIMAT
La matrice PESTIMAT est, dans le domaine de la santé environnementale et de la santé publique, un outil d'aide à l'épidémiologie liée aux pesticides, développé des chercheurs de l'Université de Bordeaux et de l’Université Caen-Normandie . Cette matrice « culture ↔ exposition » sert à évaluer l'exposition passée des agriculteurs aux pesticides et est utilisée pour des études sur les risques de cancer ou d'autres maladies induites par des cocktails de molécules de pesticides, de leurs surfactants et métabolites). Cette matrice contribue à aider à comprendre et à mesurer l'impact réel, de l'exposition passée à des pesticides (dont certains interdits depuis plusieurs décennies) et de leurs métabolites sur la santé des agriculteurs (voire de certains riverains ou jardiniers). En effet, la plupart des cancer résultent d'une mutation spontanée ou induite plusieurs dizaines d'années auparavant.
Cette matrice, en France, est une base pour un nombre croissant d'études épidémiologiques.

## Histoire
La « matrice PESTIMAT » a été lancée en 2000. Elle vise à combler le manque de données disponibles relatives aux expositions chroniques des agriculteurs aux pesticides, pour notamment évaluer avec plus de précision leurs effets sur la santé des agriculteurs et des cueilleurs de fruits et légumes.
Elle est basée sur des données d'archives (venant de plusieurs régions : Basse-Normandie, Aquitaine, Limousin, Midi-Pyrénées, Languedoc-Roussillon ;  et issues de sources variées) ; ainsi que sur des modèles. Elle est conçue pour permettre de reconstruire l'historique des utilisations de pesticides en agriculture, en France métropolitaine, depuis les années 1950.
Cette matrice est maintenant impliquée dans diverses études épidémiologiques, notamment pour la cohorte AGRICAN (par exemple pour des études sur le cancer de la prostate induit par certains pesticides organophosphorés), et autres ou en cocktails, pour des études sur les pathologies respiratoires des agriculteurs exposés, pour des tumeurs du système lymphatique chez les agriculteurs, pour des études sur l'exposition à des métalloïdes utilisés comme pesticides, comme l'arsenic, ou encore dans le cadre d'Écophyto.

## Enjeux, utilité
Plus d'un million d'agriculteurs français ont possiblement une santé dégradée par l'expositions chroniques à des doses faibles à modérées, mais chroniques de pesticides. Depuis les années 1970, de nombreuses études épidémiologiques ont démontré des associations entre les expositions aux pesticides et diverses pathologies, dont cancers (hématologiques, notamment), troubles de la reproduction (délétion de la spermatogenèse, infertilité, avortements, malformations, mort-nés) et de maladies neurologiques périphériques ou centrales (maladie de Parkinson, troubles neurocomportementaux,…).
PESTIMAT permet d'estimer les expositions aux pesticides ou à des cocktails, de pesticides (par exemple au sein de la cohorte Agriculture et cancer ou pour une étude sur les tumeurs et cancers du cerveau, ou une étude (PHYTONER, 2013) sur les troubles neurocomportementaux possiblement induites par certains pesticides ou encore pour des études sur les liens entre pesticides et maladie de Parkinson), afin de mieux identifier les risques de santé associés à l'exposition (directe ou indirecte) aux pesticides, mais aussi pour anticiper les effets des pesticides sur la santé humaine. Elle est utilisée dans des études épidémiologiques pour quantifier les risques liés aux pesticides et informer les professionnels de santé, notamment les médecins du travail et les préventeurs. Elle informe divers professionnels (médecine du travail et MSA notamment) et toute personne souhaitant connaître les expositions passées à un ou plusieurs pesticides spécifiques : praticiens de médecine du travail, en particulier dans les Centres de Consultation de Pathologies Professionnelles, les Services de Santé de la Mutualité Sociale Agricole, les médecins des caisses d’assurance maladie…
Cet outil complète le programme Phyt'attitude (prévention santé vis à vis des pesticides en Agriculture) créé en 1991 par la MSA, par des médecins du travail, de conseillers en prévention (préventeurs) et des instances de veille sanitaire et écoépidémiologique, pour mieux évaluer les expositions dans les populations professionnellement exposées aux pesticides.

## Enjeux
Le premier enjeu de PESTIMAT est de mieux comprendre les effets à long terme des expositions chroniques aux pesticides, mais aussi de fournir des données nécessaires pour réduire ces expositions, pour protéger la santé des agriculteurs, des travailleurs agricoles (et possiblement de riverains de vignes, champs, cultures d'arbres fruitiers ou jardiniers  ou agents d'entretien d'espaces verts).

## Disponibilité
Une version simplifiée de l'outil est accessible en ligne, permettant aux utilisateurs de trouver des informations sur les expositions aux pesticides en fonction des historiques de cultures quand on les connait, et ce, pour les cultures suivantes :
- vigne
- blé/orge
- maïs
- arboriculture (pommiers et poiriers)
- pomme de terre
- colza
- tournesol
- betterave sucrière ou betterave fourragère
- protéagineux
- tabac

## Qualité/validité des données
Pestimat est d'un grand intérêt pour les épidémiologistes. Il faut néanmoins aussi lors des études de cohortes que l'exposition des personnes aux pesticides soit assez finement évaluée, or pour ce qui concerne le passé, elle repose souvent sur des questionnaires. La fiabilité des réponses aux questionnaires de la vaste cohorte AGRICAN a pu faire l'objet d'une étude (Tual & al, 2023) : elle s'est montrée élevée ou presque parfaite pour les données de tabagisme, l'histoire reproductive et la plupart des données de santé ; modérée pour la consommation d'alcool et faible pour l'alimentation ; élevée pour le travail dans la plupart des 18 secteurs agricole s;  élevée pour l'utilisation de pesticides sur chacune des 11 cultures (...); élevée ou presque parfaite pour les années de début et de fin des tâches agricoles mais « modérée pour l'utilisation d'insecticides sur animaux et la réalisation de traitement de semences ». Cette étude a conclu que les agriculteurs de cette cohorte MSA (bien que plus âgés et moins formés que la population générale), ont fourni des données fiables sur les expositions aux pesticides et les impacts sur la santé, similaires à celles des autres études en population générale. De plus, les données sur les expositions professionnelles estimées via la matrice PESTIMAT, se sont également montrées fiables, y compris pour des expositions anciennes ; elles peuvent donc être croisées avec des données de santé pour des études épidémiologiques sur les cancers, maladies neurodégénératives, maladies respiratoires….

### Autre bases de données, complémentaires
- Liste officielle des produits phytopharmaceutiques de biocontrôle, site du ministère de l'Agriculture, 2016.
- Pesticide Properties DataBase (PPDB) (base de données multilingue, sur les propriétés physico-chimiques et écotoxicologiques des pesticides, développée par l'unité de recherche sur l'agriculture et l'environnement (URAE) de l'université du Hertfordshire, avec l'aide de l'Europe et d'autres partenaires, pour des pesticides évalués, selon les données disponibles).
- Base de données française du ministère de l'Agriculture, catalogue français sur internet des produits phytopharmaceutiques et de leurs usages.
- COLEOR, téléprocédures de déclaration des essais officiellement reconnus.
- Orius Web, Service de collecte des relevés agronomiques en vue de l'élaboration des « Avertissements agricoles ».
- e-AGRE, Listes des distributeurs et des applicateurs de produits antiparasitaires.
- Données physico-chimiques et toxicologiques sur les pesticides.
- Le catalogue des produits phytopharmaceutiques et de leurs usages des matières fertilisantes et des supports de culture homologués en France.
- Exposition de la population française aux substances chimiques de l’environnement, sur le site de l’Institut de veille sanitaire (InVS) :
  - Tome 1 - Présentation générale de l'étude - Métaux et métalloïdes, 14 mars 2011 ;
  - Tome 2 - Polychlorobiphényles (PCB-NDL) / Pesticides, 29 avril 2013.

### Cartographie des pesticides
- Carte Adonis d'utilisation des pesticides en France (« Carte », sur Solagro (consulté le 2 juillet 2022))